# Cindy Busby
Pour les articles homonymes, voir Busby.
Cindy Busby est une actrice canadienne, née le 18 mars 1983 à Montréal.

## Filmographie

### Cinéma
- 2005 : La Dernière Incarnation de Demian Fuica : la femme line-up
- 2009 : Dead like Me: Life After Death de Stephen Herek : Jenny
- 2009 : Les Pieds dans le vide de Mariloup Wolfe : le flirt de P-A
- 2009 : American Pie : Les Sex Commandements de John Putch : Amy
- 2010 : Let the Game Begin d'Amit Gupta : Sarah
- 2010 : Journal d'un dégonflé de Thor Freudenthal : une fille populaire des années 80
- 2011 : The Big Year de David Frankel : Susie
- 2013 : 12 Rounds 2: Reloaded de Roel Reiné : Sarah Malloy
- 2013 : The Wedding Chapel : Jeanie jeune

### Télévision

#### Séries télévisées
- 1999 : Undressed : Christine
- 2004 : 15/Love (saison 1, épisode 3)
- 2006 : Bethune (saison 1, épisodes 1, 2 & 18) : Lisa
- 2007 : Durham County (saison 1, épisode 2) : Trisha
- 2007 : St. Urbain's Horseman : Une fille #1
- 2007 : Alerte tsunamis (en) (Killer Wave) de Bruce McDonald (mini-série, épisodes 1 et 2) : une étudiante
- 2007-2014 : Heartland (52 épisodes) : Ashley Stanton
- 2009 : Vampire Diaries (saison 1, épisode 1) : Brooke Fenton
- 2011 et 2013 : Supernatural (épisodes 7x05 et 8x22) : Jenny Klein
- 2012 : Mr. Young (saison 3, épisode 2) : Mme Clause
- 2012 : The Secret Circle (saison 1, épisode 12) : Sarah Armstrong
- 2012 : The L.A. Complex (saison 1, épisode 5) : Mandi
- 2013 : Psych : Enquêteur malgré lui (saison 7, épisode 13) : Leecy
- 2014 : The Tomorrow People (saison 1, épisodes 19 & 20) : Med Tech
- 2014 : Rush (saison 1, épisode 1) : Hannah
- 2014-2015 : Retour à Cedar Cove (Cedar Cove) (17 épisodes) : Rebecca Jennings
- 2015 : Proof (saison 1, épisode 8) : Ava Walker
- 2016 : Motive (saison 4, épisode 13) : Chanelle Bryson
- 2017 : Le cœur a ses raisons (saison 1, épisodes 9, 10 & 11) : Marlise Bennett
- 2017 : Somewhere Between (saison 1, épisodes 2, 8 & 9) : Marie-Claude DeKizer
- 2017 : Date My Dad (10 épisodes) : Stéphanie
- 2019 : Bachelor Daddies (mini-série, épisodes 1 & 2) : Rachel

#### Téléfilms
- 2006 : Le Frisson du crime (Thrill of the Kill) de Richard Roy : Amber
- 2007 : Le Combat d'une femme (A Life Interrupted) de Stefan Pleszczynski : Crystal Smith
- 2008 : Ma folle journée en vidéo de Stephen Herek : Lisa Cross
- 2009 : Un crime à la mode (Hostile Makeover) de Jerry Ciccoritti : Montana
- 2010 : A Heartland Christmas de Dean Bennett : Ashley Stanton
- 2011 : Le Monstre des abîmes (Behemoth) de David Hogan : Grace Walsh
- 2011 : Mega Cyclone de Sheldon Wilson : Susan
- 2011 : Ghost Storm de Paul Ziller : Daisy Barrett
- 2014 : Ma vie rêvée ! (Lucky in Love) de Kevin Fair : Brooke
- 2015 : D'amour et de glace (40 Below and Falling) de Dylan Pearce : Cindy
- 2016 : Amour, orgueil et préjugés (Unleaching Mr.Darcy) de David Winning : Elizabeth Scott
- 2016 : Une demande en mariage pour Noël (A Puppy for Christmas) de Justin G. Dyck et Myles Milne : Noelle
- 2016 : Petits meurtres et confidences (Hailey Dean Mystery: Murder, with Love) de Terry Ingram : Amanda Stone
- 2017 : 30 jours pour se marier (Betting on the Bride) de Marita Grabiak : Julie Banning
- 2017 : Petits meurtres et confidences : mystérieuse disparition (Hailey Dean Mystery: Deadly Estate) de Terry Ingram : Amanda Stone
- 2018 : Un coeur de princesse (Royal Hearts) de James Brolin : Kelly Pavlik
- 2018 : Un dernier pas vers l'amour (Autumn Stables) de Andrew Cymek : Autumn Carlisle
- 2018 : Ma fille, cette inconnue (The Wrong Daughter) de Ben Meyerson : Kate
- 2018 : Mariage, Orgueil et Préjugés (Marrying Mr.Darcy) de Steven R. Monroe : Elizabeth Scott
- 2018 : Le meilleur pâtissier de Noël (Christmas cupcakes) de Dylan Pearce : Gina Remo
- 2018 : Un Noël royal (A Christmas in Royal Fashion) de Fred Olen Ray : Kristin
- 2019 : Harcelée une fois de trop (The Killer Downstairs) de Tony Dean Smith : Alison
- 2019 : Tout l’amour d’un père (My Mom's Letter from Heaven) de Michael M. Scott : Libby
- 2019 : Effroyable belle-mère (The Wrong Stepmother) de David DeCoteau :  Maddie
- 2019 : Les Enfants Maudits : les origines du mal (Web of Dreams) de Mike Rohl : Jillian
- 2019 : En route vers le mariage : Le retour de mon ex (Wedding March 5: My Boyfriend's Back) de Mike Rohl : Annalise Collins
- 2019 : Coup de foudre à la carte (Romance on the Menu) de Rosie Lourde : Caroline Wilson
- 2020 : Quand l'amour s'envole (Romance in the Air) de Brian Brough : Eden Clark
- 2020 : La boutique des amoureux (Follow Me to Daisy Hills) de Séan Geraughty : Jo Mason
- 2020 : Love in the Forecast de Christie Will Wolf : Leah Waddell
- 2020 : Le fabuleux destin de Noël (A Godwink Christmas: Meant for Love) de Paul Ziller : Alice Marina
- 2021 : Coup de foudre sous les cascades de Christie Will Wolf : Amy Atwater
- 2021 : Je ne suis pas une mauvaise mère ! (My Husband's Killer Girlfriend) de Troy Scott : Leah
- 2021 : Mon elfe de Noël (Joy for Christmas) de Pat Williams : Holly Silver
- 2023 : Sur la route du Père Noël (Everything Chritsmas) : Lori Jo